# 一色令子
一色 令子（いっしき れいこ、8月29日 - ）は、日本のアナウンサー、ナレーター。神奈川県横浜市生まれ。アクセント所属。跡見学園女子大学文学部国文学科卒業。
声種はメゾソプラノ。おもに、情報、ドキュメンタリー番組。企業PR・商品紹介などを担当。一方、CMではウィスパーの声なども得意とする。

## 経歴
群馬テレビ株式会社のアナウンサーとして入社し、天気・ニュース・ワイド番組のキャスターを担当。その後、テレビ制作会社NTSにて、脚本・ナレーターを担当。日本全国を旅する『日本夢紀行』の制作も行う。オールウェイブにてリポーターを経てナレーター業に移す。ナレーターとしてアクセントに所属。

## 人物像
中学・高等学校国語の教員免許をもつ。
同じ誕生日のYOUとは面識がないが、柿の種が猛烈に好きなところが共通していると喜んでいる。
言葉と心の関係に興味をもち、心理学を勉強している。日本カウンセラー学会に所属する。話し方研究所講師でもある。また大の温泉好きであり、温泉ソムリエの資格をもっている。

## アナウンサー
- 群馬テレビ　ジャストナウ
- 群馬テレビ　ふれ愛わいど

## ナレーター

### テレビ・ラジオ
- Wのチカラ ウーマノミクス　BSジャパン
- 瑛太が挑む世界最長の大河ナイル　BSジャパンドキュメンタリーシリーズ企画
- ドキュメンタリー特別番組 「世界遺産　シルクロードから薬師寺へ〜1400年の時を越えて蘇る幻の仮面劇」BSジャパン
- 報道ステーション特集
- 久米宏のテレビってやつは　ナレーション
- ナショナルジオグラフィック　ノンフィクションナレーション
- 日本テレビBS　スマートトラベル
- NHKアジアンボイス　ナレーション
- 向山洋一の教育ステーション　パーソナリティ
- TBS BSラジオ　スマイルスマイ　パーソナリティ
- USEN　ビジネスブック・ラジオ　パーソナリティ
- 添い寝話　朗読

### CM
- TOTO
- 明治安田生命
- ヤクルト化粧品
- ライオン目薬ゴールド
- アートネイチャー
- ロッテ
- アットローン
- ふじっこ煮
- ANA
- スリムビューティーハウス
- 野村證券
- かっぱ寿司
- トヨタカローラ
- サンクスシェリルドルチェ

ほか　

### ビデオ・パッケージなど
- 日本夢紀行 50本
- 音声応答メッセージ
- 教材関係
- 資格関連

など
- 自分の心が安らげる癒しCD
- レイコの聴くサプリＣＤ